# Robert Prytz
Robert Prytz (Malmö, 12 gennaio 1960) è un ex calciatore svedese, di ruolo centrocampista.

## Carriera
Robert Prytz ha esordito a 17 anni nella massima serie svedese col Malmö FF. Nel 1979 gioca da titolare la finale della Coppa dei Campioni che si disputò a Monaco di Baviera contro il Nottingham Forest. La partita venne vinta dalla squadra inglese per 1-0, però fu il Malmö a giocare la Coppa Intercontinentale a causa della rinuncia del Nottingham. Prytz venne schierato da titolare anche nella doppia gara che vide il successo dei paraguaiani dell'Olimpia di Asunción. Nel 1980 contribuisce alla conquista della Coppa di Svezia, mentre nel 1981 disputa una delle sue migliori stagioni mettendo a segno 16 gol in altrettante gare. Diversi club si interessarono a lui ed alla fine venne ingaggiato dai Rangers. In Scozia restò per due stagioni conquistando per due volte la Coppa di Lega. Dopo un breve ritorno in patria all'IFK Göteborg, una avventura biennale in Svizzera con lo Young Boys dove vinse il campionato nel 1986, venendo anche votato come miglior giocatore straniero del campionato. Nel 1986 vinse anche il Guldbollen ovvero un premio calcistico assegnato dal quotidiano Aftonbladet e dalla Federazione svedese  per premiare il miglior giocatore svedese.

Prytz (a destra) al Verona nel 1991, con Stojković e Răducioiu.

Col club svizzero conquistò anche la Coppa nazionale nel 1987. Si trasferì poi in Germania con il Bayer Uerdingen. Nel 1988 approdò in Italia nell'Atalanta di Mondonico, club dove militava anche il suo connazionale Strömberg.
Prytz fu uno dei titolari della squadra che divenne una delle sorprese del campionato terminando la stagione al sesto posto, che gli valse la qualificazione alla Coppa Uefa. Dopo aver disputato 30 partite, mettendo a segno due reti, venne ceduto dalla dirigenza orobica al Verona in cambio di Claudio Caniggia. La prima stagione in terra scaligera fu caratterizzata dalla retrocessione della squadra, i gialloblù però salirono agli onori della cronaca per aver sconfitto il Milan togliendogli di fatto un titolo che sembrava già vinto. Prytz concluse la stagione con 28 presenze.
Rimase in gialloblù anche l’anno seguente giocando nel campionato di Serie B sotto gli ordini di Fascetti disputando un’ottima stagione, nella quale realizza 11 reti. Nella terza stagione il Verona retrocede, ed anche per Prytz è una stagione negativa, nonostante i 4 gol segnati, grazie ai quali è il miglior marcatore stagionale del club, ai quali aggiunge una doppietta, in Coppa Italia contro il Milan di Capello La stagione successiva è la sua ultima in gialloblu ed in Italia: la squadra disputa un anonimo campionato di Serie B, nel quale lo svedese segna 6 reti, risultando essere per il secondo anno consecutivo il miglior marcatore stagionale degli scaligeri. Nel 1993 ritorna in patria, per poi trasferirsi prima in Svizzera nello Young Boys e poi in Scozia dove rimase fino al 2002 giocando nel Kilmarnock, Dumbarton, Cowdenbeath, East Fife e Hamilton e Pollok FC dove conclude la sua carriera.

## Statistiche

### Cronologia presenze e reti in nazionale
| Cronologia completa delle presenze e delle reti in nazionale ― Svezia | Cronologia completa delle presenze e delle reti in nazionale ― Svezia | Cronologia completa delle presenze e delle reti in nazionale ― Svezia | Cronologia completa delle presenze e delle reti in nazionale ― Svezia | Cronologia completa delle presenze e delle reti in nazionale ― Svezia | Cronologia completa delle presenze e delle reti in nazionale ― Svezia | Cronologia completa delle presenze e delle reti in nazionale ― Svezia | Cronologia completa delle presenze e delle reti in nazionale ― Svezia |
| Data                                                                  | Città                                                                 | In casa                                                               | Risultato                                                             | Ospiti                                                                | Competizione                                                          | Reti                                                                  | Note                                                                  |
| --------------------------------------------------------------------- | --------------------------------------------------------------------- | --------------------------------------------------------------------- | --------------------------------------------------------------------- | --------------------------------------------------------------------- | --------------------------------------------------------------------- | --------------------------------------------------------------------- | --------------------------------------------------------------------- |
| 12-11-1980                                                            | Ramat Gan                                                             | Israele                                                               | 0 – 0                                                                 | Svezia                                                                | Amichevole                                                            | -                                                                     | 78’                                                                   |
| 28-2-1981                                                             | Lahti                                                                 | Norvegia                                                              | 2 – 4                                                                 | Svezia                                                                | Amichevole                                                            | -                                                                     |                                                                       |
| 1-3-1981                                                              | Lahti                                                                 | Finlandia                                                             | 2 – 1                                                                 | Svezia                                                                | Amichevole                                                            | -                                                                     | 59’                                                                   |
| 23-9-1981                                                             | Salonicco                                                             | Grecia                                                                | 2 – 1                                                                 | Svezia                                                                | Amichevole                                                            | -                                                                     | 54’                                                                   |
| 21-2-1982                                                             | Lahti                                                                 | Finlandia                                                             | 2 – 1                                                                 | Svezia                                                                | Amichevole                                                            | -                                                                     |                                                                       |
| 5-5-1982                                                              | Copenaghen                                                            | Danimarca                                                             | 1 – 1                                                                 | Svezia                                                                | Amichevole                                                            | -                                                                     | 83’                                                                   |
| 6-10-1982                                                             | Bratislava                                                            | Cecoslovacchia                                                        | 2 – 2                                                                 | Svezia                                                                | Qual. Euro 1984                                                       | -                                                                     |                                                                       |
| 13-11-1982                                                            | Nicosia                                                               | Cipro                                                                 | 0 – 1                                                                 | Svezia                                                                | Qual. Euro 1984                                                       | -                                                                     |                                                                       |
| 27-4-1983                                                             | Utrecht                                                               | Paesi Bassi                                                           | 0 – 3                                                                 | Svezia                                                                | Amichevole                                                            | 1                                                                     |                                                                       |
| 15-5-1983                                                             | Malmö                                                                 | Svezia                                                                | 5 – 0                                                                 | Cipro                                                                 | Qual. Euro 1984                                                       | 2                                                                     |                                                                       |
| 29-5-1983                                                             | Göteborg                                                              | Svezia                                                                | 2 – 0                                                                 | Italia                                                                | Qual. Euro 1984                                                       | -                                                                     | 74’ 82’                                                               |
| 9-6-1983                                                              | Solna                                                                 | Svezia                                                                | 0 – 1                                                                 | Romania                                                               | Qual. Euro 1984                                                       | -                                                                     | 74’                                                                   |
| 7-9-1983                                                              | Helsinki                                                              | Finlandia                                                             | 0 – 3                                                                 | Svezia                                                                | Amichevole                                                            | -                                                                     |                                                                       |
| 21-9-1983                                                             | Solna                                                                 | Svezia                                                                | 1 – 0                                                                 | Cecoslovacchia                                                        | Qual. Euro 1984                                                       | -                                                                     |                                                                       |
| 15-10-1983                                                            | Napoli                                                                | Italia                                                                | 0 – 3                                                                 | Svezia                                                                | Qual. Euro 1984                                                       | -                                                                     |                                                                       |
| 2-5-1984                                                              | Berna                                                                 | Svizzera                                                              | 0 – 0                                                                 | Svezia                                                                | Amichevole                                                            | -                                                                     |                                                                       |
| 23-5-1984                                                             | Norrköping                                                            | Svezia                                                                | 4 – 0                                                                 | Malta                                                                 | Qual. Mondiali 1986                                                   | -                                                                     | 56’                                                                   |
| 6-6-1984                                                              | Göteborg                                                              | Svezia                                                                | 0 – 1                                                                 | Danimarca                                                             | Amichevole                                                            | -                                                                     |                                                                       |
| 22-8-1984                                                             | Malmö                                                                 | Svezia                                                                | 1 – 1                                                                 | Messico                                                               | Amichevole                                                            | 1                                                                     | 65’                                                                   |
| 14-11-1984                                                            | Lisbona                                                               | Portogallo                                                            | 1 – 3                                                                 | Svezia                                                                | Amichevole                                                            | 2                                                                     |                                                                       |
| 1-5-1985                                                              | Ramat Gan                                                             | Israele                                                               | 1 – 1                                                                 | Svezia                                                                | Amichevole                                                            | 1                                                                     |                                                                       |
| 22-5-1985                                                             | Göteborg                                                              | Svezia                                                                | 1 – 0                                                                 | Norvegia                                                              | Amichevole                                                            | 1                                                                     |                                                                       |
| 5-6-1985                                                              | Solna                                                                 | Svezia                                                                | 2 – 0                                                                 | Cecoslovacchia                                                        | Qual. Mondiali 1986                                                   | 1                                                                     |                                                                       |
| 21-8-1985                                                             | Malmö                                                                 | Svezia                                                                | 1 – 0                                                                 | Polonia                                                               | Amichevole                                                            | -                                                                     | 70’                                                                   |
| 11-9-1985                                                             | Copenaghen                                                            | Danimarca                                                             | 0 – 3                                                                 | Svezia                                                                | Amichevole                                                            | 1                                                                     |                                                                       |
| 25-9-1985                                                             | Stoccolma                                                             | Svezia                                                                | 2 – 2                                                                 | Germania Ovest                                                        | Qual. Mondiali 1986                                                   | -                                                                     |                                                                       |
| 16-10-1985                                                            | Praga                                                                 | Cecoslovacchia                                                        | 2 – 1                                                                 | Svezia                                                                | Qual. Mondiali 1986                                                   | -                                                                     |                                                                       |
| 17-11-1985                                                            | Ta' Qali                                                              | Malta                                                                 | 1 – 2                                                                 | Svezia                                                                | Qual. Mondiali 1986                                                   | 1                                                                     | 84’                                                                   |
| 14-5-1986                                                             | Salisburgo                                                            | Austria                                                               | 1 – 0                                                                 | Svezia                                                                | Amichevole                                                            | -                                                                     |                                                                       |
| 6-8-1986                                                              | Helsinki                                                              | Finlandia                                                             | 1 – 3                                                                 | Svezia                                                                | Amichevole                                                            | 2                                                                     |                                                                       |
| 20-8-1986                                                             | Göteborg                                                              | Svezia                                                                | 0 – 0                                                                 | Unione Sovietica                                                      | Amichevole                                                            | -                                                                     |                                                                       |
| 10-9-1986                                                             | Stoccolma                                                             | Svezia                                                                | 1 – 0                                                                 | Inghilterra                                                           | Amichevole                                                            | -                                                                     |                                                                       |
| 24-9-1986                                                             | Solna                                                                 | Svezia                                                                | 2 – 0                                                                 | Svizzera                                                              | Qual. Mondiali 1986                                                   | -                                                                     |                                                                       |
| 12-10-1986                                                            | Oeiras                                                                | Portogallo                                                            | 1 – 1                                                                 | Svezia                                                                | Qual. Mondiali 1986                                                   | -                                                                     |                                                                       |
| 16-11-1986                                                            | Ta' Qali                                                              | Malta                                                                 | 0 – 5                                                                 | Svezia                                                                | Qual. Mondiali 1986                                                   | -                                                                     |                                                                       |
| 18-4-1987                                                             | Tbilisi                                                               | Unione Sovietica                                                      | 1 – 3                                                                 | Svezia                                                                | Amichevole                                                            | -                                                                     |                                                                       |
| 24-5-1987                                                             | Göteborg                                                              | Svezia                                                                | 1 – 0                                                                 | Malta                                                                 | Qual. Euro 1988                                                       | -                                                                     |                                                                       |
| 3-6-1987                                                              | Stoccolma                                                             | Svezia                                                                | 1 – 0                                                                 | Italia                                                                | Qual. Euro 1988                                                       | -                                                                     |                                                                       |
| 17-6-1987                                                             | Losanna                                                               | Svizzera                                                              | 1 – 1                                                                 | Svezia                                                                | Qual. Euro 1988                                                       | -                                                                     |                                                                       |
| 12-8-1987                                                             | Oslo                                                                  | Norvegia                                                              | 0 – 0                                                                 | Svezia                                                                | Amichevole                                                            | -                                                                     |                                                                       |
| 26-8-1987                                                             | Solna                                                                 | Svezia                                                                | 1 – 0                                                                 | Danimarca                                                             | Amichevole                                                            | -                                                                     |                                                                       |
| 23-9-1987                                                             | Solna                                                                 | Svezia                                                                | 0 – 1                                                                 | Portogallo                                                            | Qual. Euro 1988                                                       | -                                                                     | 74’                                                                   |
| 14-10-1987                                                            | Gelsenkirchen                                                         | Germania Ovest                                                        | 1 – 1                                                                 | Svezia                                                                | Amichevole                                                            | -                                                                     |                                                                       |
| 14-11-1987                                                            | Napoli                                                                | Italia                                                                | 2 – 1                                                                 | Svezia                                                                | Qual. Euro 1988                                                       | -                                                                     |                                                                       |
| 31-3-1988                                                             | Berlino Ovest                                                         | Germania Ovest                                                        | 1 – 1 dts (2 – 4 dtr)                                                 | Svezia                                                                | Amichevole                                                            | -                                                                     |                                                                       |
| 2-4-1988                                                              | Berlino Ovest                                                         | Svezia                                                                | 2 – 0                                                                 | Unione Sovietica                                                      | Amichevole                                                            | -                                                                     | 46’                                                                   |
| 27-4-1988                                                             | Solna                                                                 | Svezia                                                                | 4 – 1                                                                 | Galles                                                                | Amichevole                                                            | -                                                                     |                                                                       |
| 1-6-1988                                                              | Salamanca                                                             | Spagna                                                                | 1 – 3                                                                 | Svezia                                                                | Amichevole                                                            | -                                                                     |                                                                       |
| 31-8-1988                                                             | Solna                                                                 | Svezia                                                                | 1 – 2                                                                 | Danimarca                                                             | Amichevole                                                            | -                                                                     | 69’                                                                   |
| 12-10-1988                                                            | Göteborg                                                              | Svezia                                                                | 0 – 0                                                                 | Portogallo                                                            | Amichevole                                                            | -                                                                     | 78’                                                                   |
| 19-10-1988                                                            | Londra                                                                | Inghilterra                                                           | 0 – 0                                                                 | Svezia                                                                | Qual. Mondiali 1990                                                   | -                                                                     |                                                                       |
| 5-11-1988                                                             | Tirana                                                                | Albania                                                               | 1 – 2                                                                 | Svezia                                                                | Qual. Mondiali 1990                                                   | -                                                                     | 66’                                                                   |
| 26-4-1989                                                             | Wrexham                                                               | Galles                                                                | 0 – 2                                                                 | Svezia                                                                | Amichevole                                                            | -                                                                     |                                                                       |
| 7-5-1989                                                              | Solna                                                                 | Svezia                                                                | 2 – 1                                                                 | Polonia                                                               | Qual. Mondiali 1990                                                   | -                                                                     |                                                                       |
| 31-5-1989                                                             | Örebro                                                                | Svezia                                                                | 2 – 0                                                                 | Algeria                                                               | Amichevole                                                            | -                                                                     | 26’                                                                   |
| 14-6-1989                                                             | Copenaghen                                                            | Danimarca                                                             | 6 – 0                                                                 | Svezia                                                                | Amichevole                                                            | -                                                                     | 68’                                                                   |
| Totale                                                                |                                                                       | Presenze                                                              | 56                                                                    |                                                                       | Reti                                                                  | 13                                                                    |                                                                       |

## Palmarès

### Club
- Campionato svedese: 1

Malmö: 1977
- Coppa di Svezia: 2

Malmö: 1978, 1980
- Coppa di Lega scozzese: 2

Rangers: 1983-1984, 1984-1985
- Coppa Svizzera: 1

Young Boys: 1986-1987

### Individuale
- Calciatore svedese dell'anno: 1

1986
- Calciatore straniero dell'anno del campionato svizzero: 1

1987